# Keroplatus fuscomaculatus
Keroplatus fuscomaculatus är en tvåvingeart som beskrevs av Tollet 1955. Keroplatus fuscomaculatus ingår i släktet Keroplatus och familjen platthornsmyggor. Inga underarter finns listade i Catalogue of Life.